# Kafr Jammal
Kafr Jammal, en arabe : كفر جمّال, est un village du gouvernorat de Tulkarem en Palestine, au nord-ouest de la Cisjordanie. Il est situé à mi-chemin de Qalqilya et de Tulkarem. Selon le recensement du Bureau central palestinien des statistiques, la localité compte une population de 2 855 habitants en 2017.